# Unicodeblock Hanifi Rohingya
Der Unicodeblock Hanifi Rohingya (U+10D00 bis U+10D3F) enthält die Schrift der Rohingya, welche in Myanmar und Bangladesch verwendet wird.

## Tabelle
| Unicodenummer   | Zeichen (400 %) | Kategorie                               | Bidirektionale Klasse       | Offizielle Bezeichnung          | Beschreibung                                              |
| --------------- | --------------- | --------------------------------------- | --------------------------- | ------------------------------- | --------------------------------------------------------- |
| U+10D00 (68864) | 𐴀               | anderer Buchstabe, Silbe oder Ideogramm | arabischer Buchstabe        | HANIFI ROHINGYA LETTER A        | Hanifi-Rohingya-Buchstabe A                               |
| U+10D01 (68865) | 𐴁               | anderer Buchstabe, Silbe oder Ideogramm | arabischer Buchstabe        | HANIFI ROHINGYA LETTER BA       | Hanifi-Rohingya-Buchstabe Ba                              |
| U+10D02 (68866) | 𐴂               | anderer Buchstabe, Silbe oder Ideogramm | arabischer Buchstabe        | HANIFI ROHINGYA LETTER PA       | Hanifi-Rohingya-Buchstabe Pa                              |
| U+10D03 (68867) | 𐴃               | anderer Buchstabe, Silbe oder Ideogramm | arabischer Buchstabe        | HANIFI ROHINGYA LETTER TA       | Hanifi-Rohingya-Buchstabe Ta                              |
| U+10D04 (68868) | 𐴄               | anderer Buchstabe, Silbe oder Ideogramm | arabischer Buchstabe        | HANIFI ROHINGYA LETTER TTA      | Hanifi-Rohingya-Buchstabe Tta                             |
| U+10D05 (68869) | 𐴅               | anderer Buchstabe, Silbe oder Ideogramm | arabischer Buchstabe        | HANIFI ROHINGYA LETTER JA       | Hanifi-Rohingya-Buchstabe Ja                              |
| U+10D06 (68870) | 𐴆               | anderer Buchstabe, Silbe oder Ideogramm | arabischer Buchstabe        | HANIFI ROHINGYA LETTER CA       | Hanifi-Rohingya-Buchstabe Ca                              |
| U+10D07 (68871) | 𐴇               | anderer Buchstabe, Silbe oder Ideogramm | arabischer Buchstabe        | HANIFI ROHINGYA LETTER HA       | Hanifi-Rohingya-Buchstabe Ha                              |
| U+10D08 (68872) | 𐴈               | anderer Buchstabe, Silbe oder Ideogramm | arabischer Buchstabe        | HANIFI ROHINGYA LETTER KHA      | Hanifi-Rohingya-Buchstabe Kha                             |
| U+10D09 (68873) | 𐴉               | anderer Buchstabe, Silbe oder Ideogramm | arabischer Buchstabe        | HANIFI ROHINGYA LETTER FA       | Hanifi-Rohingya-Buchstabe Fa                              |
| U+10D0A (68874) | 𐴊               | anderer Buchstabe, Silbe oder Ideogramm | arabischer Buchstabe        | HANIFI ROHINGYA LETTER DA       | Hanifi-Rohingya-Buchstabe Da                              |
| U+10D0B (68875) | 𐴋               | anderer Buchstabe, Silbe oder Ideogramm | arabischer Buchstabe        | HANIFI ROHINGYA LETTER DDA      | Hanifi-Rohingya-Buchstabe Dda                             |
| U+10D0C (68876) | 𐴌               | anderer Buchstabe, Silbe oder Ideogramm | arabischer Buchstabe        | HANIFI ROHINGYA LETTER RA       | Hanifi-Rohingya-Buchstabe Ra                              |
| U+10D0D (68877) | 𐴍               | anderer Buchstabe, Silbe oder Ideogramm | arabischer Buchstabe        | HANIFI ROHINGYA LETTER RRA      | Hanifi-Rohingya-Buchstabe Rra                             |
| U+10D0E (68878) | 𐴎               | anderer Buchstabe, Silbe oder Ideogramm | arabischer Buchstabe        | HANIFI ROHINGYA LETTER ZA       | Hanifi-Rohingya-Buchstabe Za                              |
| U+10D0F (68879) | 𐴏               | anderer Buchstabe, Silbe oder Ideogramm | arabischer Buchstabe        | HANIFI ROHINGYA LETTER SA       | Hanifi-Rohingya-Buchstabe Sa                              |
| U+10D10 (68880) | 𐴐               | anderer Buchstabe, Silbe oder Ideogramm | arabischer Buchstabe        | HANIFI ROHINGYA LETTER SHA      | Hanifi-Rohingya-Buchstabe Sha                             |
| U+10D11 (68881) | 𐴑               | anderer Buchstabe, Silbe oder Ideogramm | arabischer Buchstabe        | HANIFI ROHINGYA LETTER KA       | Hanifi-Rohingya-Buchstabe Ka                              |
| U+10D12 (68882) | 𐴒               | anderer Buchstabe, Silbe oder Ideogramm | arabischer Buchstabe        | HANIFI ROHINGYA LETTER GA       | Hanifi-Rohingya-Buchstabe Ga                              |
| U+10D13 (68883) | 𐴓               | anderer Buchstabe, Silbe oder Ideogramm | arabischer Buchstabe        | HANIFI ROHINGYA LETTER LA       | Hanifi-Rohingya-Buchstabe La                              |
| U+10D14 (68884) | 𐴔               | anderer Buchstabe, Silbe oder Ideogramm | arabischer Buchstabe        | HANIFI ROHINGYA LETTER MA       | Hanifi-Rohingya-Buchstabe Ma                              |
| U+10D15 (68885) | 𐴕               | anderer Buchstabe, Silbe oder Ideogramm | arabischer Buchstabe        | HANIFI ROHINGYA LETTER NA       | Hanifi-Rohingya-Buchstabe Na                              |
| U+10D16 (68886) | 𐴖               | anderer Buchstabe, Silbe oder Ideogramm | arabischer Buchstabe        | HANIFI ROHINGYA LETTER WA       | Hanifi-Rohingya-Buchstabe Wa                              |
| U+10D17 (68887) | 𐴗               | anderer Buchstabe, Silbe oder Ideogramm | arabischer Buchstabe        | HANIFI ROHINGYA LETTER KINNA WA | Hanifi-Rohingya-Buchstabe Kinna-Wa                        |
| U+10D18 (68888) | 𐴘               | anderer Buchstabe, Silbe oder Ideogramm | arabischer Buchstabe        | HANIFI ROHINGYA LETTER YA       | Hanifi-Rohingya-Buchstabe Ya                              |
| U+10D19 (68889) | 𐴙               | anderer Buchstabe, Silbe oder Ideogramm | arabischer Buchstabe        | HANIFI ROHINGYA LETTER KINNA YA | Hanifi-Rohingya-Buchstabe Kinna-Ya                        |
| U+10D1A (68890) | 𐴚               | anderer Buchstabe, Silbe oder Ideogramm | arabischer Buchstabe        | HANIFI ROHINGYA LETTER NGA      | Hanifi-Rohingya-Buchstabe Nga                             |
| U+10D1B (68891) | 𐴛               | anderer Buchstabe, Silbe oder Ideogramm | arabischer Buchstabe        | HANIFI ROHINGYA LETTER NYA      | Hanifi-Rohingya-Buchstabe Nya                             |
| U+10D1C (68892) | 𐴜               | anderer Buchstabe, Silbe oder Ideogramm | arabischer Buchstabe        | HANIFI ROHINGYA LETTER VA       | Hanifi-Rohingya-Buchstabe Va                              |
| U+10D1D (68893) | 𐴝               | anderer Buchstabe, Silbe oder Ideogramm | arabischer Buchstabe        | HANIFI ROHINGYA VOWEL A         | Hanifi-Rohingya-Vokal A                                   |
| U+10D1E (68894) | 𐴞               | anderer Buchstabe, Silbe oder Ideogramm | arabischer Buchstabe        | HANIFI ROHINGYA VOWEL I         | Hanifi-Rohingya-Vokal I                                   |
| U+10D1F (68895) | 𐴟               | anderer Buchstabe, Silbe oder Ideogramm | arabischer Buchstabe        | HANIFI ROHINGYA VOWEL U         | Hanifi-Rohingya-Vokal U                                   |
| U+10D20 (68896) | 𐴠               | anderer Buchstabe, Silbe oder Ideogramm | arabischer Buchstabe        | HANIFI ROHINGYA VOWEL E         | Hanifi-Rohingya-Vokal E                                   |
| U+10D21 (68897) | 𐴡               | anderer Buchstabe, Silbe oder Ideogramm | arabischer Buchstabe        | HANIFI ROHINGYA VOWEL O         | Hanifi-Rohingya-Vokal O                                   |
| U+10D22 (68898) | 𐴢               | anderer Buchstabe, Silbe oder Ideogramm | arabischer Buchstabe        | HANIFI ROHINGYA MARK SAKIN      | Hanifi-Rohingya-Zeichen Sakin                             |
| U+10D23 (68899) | 𐴣               | anderer Buchstabe, Silbe oder Ideogramm | arabischer Buchstabe        | HANIFI ROHINGYA MARK NA KHONNA  | Hanifi-Rohingya-Zeichen Na Khonna (Nasalisierungszeichen) |
| U+10D24 (68900) | 𐴤                | Markierung ohne Extrabreite             | Markierung ohne Extrabreite | HANIFI ROHINGYA SIGN HARBAHAY   | Hanifi-Rohingya-Zeichen Harbahay (kurzer, hoher Ton)      |
| U+10D25 (68901) | 𐴥                | Markierung ohne Extrabreite             | Markierung ohne Extrabreite | HANIFI ROHINGYA SIGN TAHALA     | Hanifi-Rohingya-Zeichen Tahala (langer, fallender Ton)    |
| U+10D26 (68902) | 𐴦                | Markierung ohne Extrabreite             | Markierung ohne Extrabreite | HANIFI ROHINGYA SIGN TANA       | Hanifi-Rohingya-Zeichen Tana (langer, steigender Ton)     |
| U+10D27 (68903) | 𐴧                | Markierung ohne Extrabreite             | Markierung ohne Extrabreite | HANIFI ROHINGYA SIGN TASSI      | Hanifi-Rohingya-Zeichen Tassi (Geminationszeichen)        |
| U+10D30 (68912) | 𐴰               | Dezimalziffer                           | arabische Ziffer            | HANIFI ROHINGYA DIGIT ZERO      | Hanifi-Rohingya-Ziffer null                               |
| U+10D31 (68913) | 𐴱               | Dezimalziffer                           | arabische Ziffer            | HANIFI ROHINGYA DIGIT ONE       | Hanifi-Rohingya-Ziffer eins                               |
| U+10D32 (68914) | 𐴲               | Dezimalziffer                           | arabische Ziffer            | HANIFI ROHINGYA DIGIT TWO       | Hanifi-Rohingya-Ziffer zwei                               |
| U+10D33 (68915) | 𐴳               | Dezimalziffer                           | arabische Ziffer            | HANIFI ROHINGYA DIGIT THREE     | Hanifi-Rohingya-Ziffer drei                               |
| U+10D34 (68916) | 𐴴               | Dezimalziffer                           | arabische Ziffer            | HANIFI ROHINGYA DIGIT FOUR      | Hanifi-Rohingya-Ziffer vier                               |
| U+10D35 (68917) | 𐴵               | Dezimalziffer                           | arabische Ziffer            | HANIFI ROHINGYA DIGIT FIVE      | Hanifi-Rohingya-Ziffer fünf                               |
| U+10D36 (68918) | 𐴶               | Dezimalziffer                           | arabische Ziffer            | HANIFI ROHINGYA DIGIT SIX       | Hanifi-Rohingya-Ziffer sechs                              |
| U+10D37 (68919) | 𐴷               | Dezimalziffer                           | arabische Ziffer            | HANIFI ROHINGYA DIGIT SEVEN     | Hanifi-Rohingya-Ziffer sieben                             |
| U+10D38 (68920) | 𐴸               | Dezimalziffer                           | arabische Ziffer            | HANIFI ROHINGYA DIGIT EIGHT     | Hanifi-Rohingya-Ziffer acht                               |
| U+10D39 (68921) | 𐴹               | Dezimalziffer                           | arabische Ziffer            | HANIFI ROHINGYA DIGIT NINE      | Hanifi-Rohingya-Ziffer neun                               |